# (14936) 1995 BU2
1995 بي يو 2 (ويعرف أيضًا باسم (14936) 1995 بي يو 2 وفق تسمية الكوكب الصغير) (بالإنجليزية: 1995 BU2)‏ هو كويكب ضمن حزام الكويكبات؛ وترتيبه 14936 من حيث الاكتشاف.
اكتُشف هذا الجُرم الفلكي بواسطة تاكيشي أوراتا ‏ في 27 يناير 1995.

## وصلات خارجية
- (14936) 1995 BU2 في قاعدة بيانات مختبر الدفع النفاث لأجرام النظام الشمسي الصغيرة

- الاكتشاف · مخطط المدار ·  العناصر المدارية · المعلمات المادية

- (14936) 1995 BU2 على موقع ويكي سكاي: DSS2, SDSS, GALEX, IRAS, Hydrogen α, X-Ray, Astrophoto, Sky Map, Articles and images